# تاوينغت (السماهرة)
تاوينغت هو دُوَّار يقع بجماعة تانڭرفا، إقليم سيدي إفني، جهة كلميم واد نون في المملكة المغربية. ينتمي الدوّار لمشيخة السماهرة التي تضم 9 دواوير. يقدر عدد سكانه بـ 84 نسمة حسب الإحصاء الرسمي للسكان والسكنى لسنة 2004.

## روابط خارجية
- البوابة الوطنية للجماعات الترابية نسخة محفوظة 12 مارس 2018 على موقع واي باك مشين.
- المندوبية السامية للتخطيط